# Lisbeth Pahnke
Lisbeth Pahnke (num. Lisbeth Airosto), född 10 november 1945, är en svensk barnboksförfattare, som är främst känd för sina hästböcker om Britta och Silver. Dessa böcker har översatts till flera språk, till exempel finska, portugisiska, danska och tyska. Lisbeth Pahnke arbetar också som reporter på tidningen Ridsport och som översättare. Hon är fortfarande aktiv inom hästvärlden; tillsammans med maken Harri Airosto (banbyggare) har hon fött upp ett tiotal hästar (svenska halvblod och ridponnyer), och hon tävlar i hoppning. Lisbeth har tre vuxna barn och hon bor utanför Vetlanda i Småland.

## Böcker
- Britta rider Hubertusjakt (1966)
- Britta och Silver (1966)
- Britta sadlar sin Silver (1967)
- Britta och Silver får en chans (1968)
- Britta och Silver tävlar (1968)
- Brittas nya häst (1969)
- Britta, Silver och fölet (1970)
- Britta, Silver och Billy (1971)
- Britta och Silver på vinterritt (1972)
- Britta och Silver på ridskolan (1973)
- En seger för Britta och Silver (1974)
- Britta och Silver på ridläger (1975)
- Britta och Silver sadlar om (1976)
- Britta och Silver får en vän (1979)
- Sandra på Norrlövsta (1983)
- Valpsommar (1993)